# Rayane Soares da Silva
Pour les articles homonymes, voir Soares.
Rayane Soares da Silva, née le 20 janvier 1997 à Caxias, est une athlète handisport brésilienne spécialiste du sprint concourant en T13 pour les athlètes ayant un déficience visuelle.

## Carrière
Soares da Silva naît aveugle en raison d'un microphtalmie congénitale bilatérale.
Pour ses premiers Mondiaux en 2019 à Dubaï, elle remporte le titre sur le 400 m T13 en 57 s 30 Lors du dernier jour des Jeux paralympiques d'été de 2024, elle remporte la médaille d'or du 400 m T13 en 53 s 55, battant le record du monde de Marla Runyan de 54 s 46 datant de 1995. Quelques jours auparavant, elle avait terminé 2e du 100 m T13 avec un nouveau record des Amériques en 11 s 78 derrière l'Azerbaïdjanaise Lamiya Valiyeva.